# Anila Rubiku
Anila Rubiku (ur. 1970 w Durrës) – albańsko-włoska artystka.

## Życiorys
W 1994 ukończyła studia plastyczne w Akademii Sztuk w Tiranie. Studia kontynuowała w Akademii Brera w Mediolanie. Była stypendystką Leube Art Programme. Po raz pierwszy zaprezentowała swoje prace w 1999 na wystawie zorganizowanej w amerykańskim konsulacie generalnym w Mediolanie. W 1999 została wyróżniona nagrodą Mercedes Benz Prize, a w 2005 odebrała we Florencji nagrodę Targetti Light Award. Prace Anili Rubiku prezentowano na 20 wystawach w Albanii, we Włoszech, a także w Niemczech, Izraelu, Japonii i w Stanach Zjednoczonych. Mieszka w Mediolanie, Durrës i w Toronto.

## Wystawy indywidualne
- 2004: Viaggio/Trip, Studioventicinque, Mediolan
- 2004: Colours of Albania, Narodowa Galeria Sztuki Tirana
- 2005: Object of Desire, Galeria The Flat - Massimo Carasi, Mediolan
- 2006: Getting lost in Venice it's wonderful, Galeria Traghetto, Wenecja
- 2006: Traveling Lights. There is nothing to lose, Chelsea Art Museum, Nowy Jork
- 2008: Museum für angewandte Kunst, Frankfurt nad Menem
- 2011: About translation, Galeria IG Bildende Kunst, Wiedeń
- 2014: Fearful Intentions, Galeria Jozsa, Bruksela
- 2016: T’Ain’t Nobody’s Business if I Do, Zygote Press Gallery, Cleveland
- 2024: Wander-Weaving, Assabone, Mediolan